# Terremoto de Shizuoka-Oki
El terremoto de Shizuoka-Oki (静岡沖地震 Shizuoka-Oki Jishin?) fue un terremoto de magnitud 6,4 que afectó la prefectura de Shizuoka, en la zona centro-sur de la isla de Honshu en Japón a las 20:07 UTC del 10 de agosto de 2009 (5:07 JST del 11 de agosto). La intensidad sísmica fue de shindo 6- en las ciudades de Izu, Yaizu, Makinohara y Omaezaki, todas en la prefectura de Shizuoka.
El epicentro se ubicó al noreste de la ciudad de Omaezaki a 35 km de las costas de la bahía de Suruga y a 135 km al suroeste de Tokio, a una profundidad de 23 km. Tanto en Omaezaki como en Yaizu se reportaron pequeños tsunamis (40 cm y 30 cm respectivamente).
Una mujer falleció en la ciudad de Shizuoka, 134 personas fueron heridas y alrededor de 6.000 edificios sufrieron daños menores. También un sector de la Autopista Tōmei fue dañado.